# Golden Stream (Fluss)
Der Golden Stream ist ein Fluss im Toledo District von Belize. Der Fluss hat ein Einzugsgebiet von ca. 350 km². Nach ca. 29 km mündet er in den Golf von Honduras.

## Verlauf
Der Fluss trägt im Oberlauf den Namen Indian Creek. Die Quelle liegt im Bladen Nature Reserve in den Maya Mountains. Von dort fließt der Indian Creek nach Südosten durch das Columbia River Forest Reserve und zum Ort Golden Stream. Dort mündet der Joshua Creek von rechts in den Indian Creek und der Fluss ändert den Namen in „Golden Stream“. Beim Ort Golden Stream verläuft auch der Southern Highway mit einer Brücke über den Fluss. Der Golden Stream verläuft von dort weiter durch sehr naturbelassenes Gebiet, nimmt von rechts den Boden Creek auf und mündet dann in den Golf von Honduras des Karibischen Meeres. Ein Kilometer weiter westlich der Mündung liegt auch die Mündung des kleineren Middle River.
Der Flusslauf und das angrenzende Land steht als Golden Stream Corridor Preserve unter Naturschutz.